# Tilapia busumana
Tilapia busumana es una especie de peces de la familia Cichlidae en el orden de los Perciformes.

## Morfología
Los machos pueden llegar alcanzar los 18 cm de longitud total.

## Distribución geográfica
Se encuentran en África: sureste de  Costa de Marfil y Ghana.